# Bonfim (Porto)
Bonfim ist eine Stadtgemeinde (Freguesia) der nordportugiesischen Stadt Porto.

Lage der Gemeinde im Kreis

 In ihr leben 22.978 Einwohner (Stand 19. April 2021).